# Габсбурзька губа

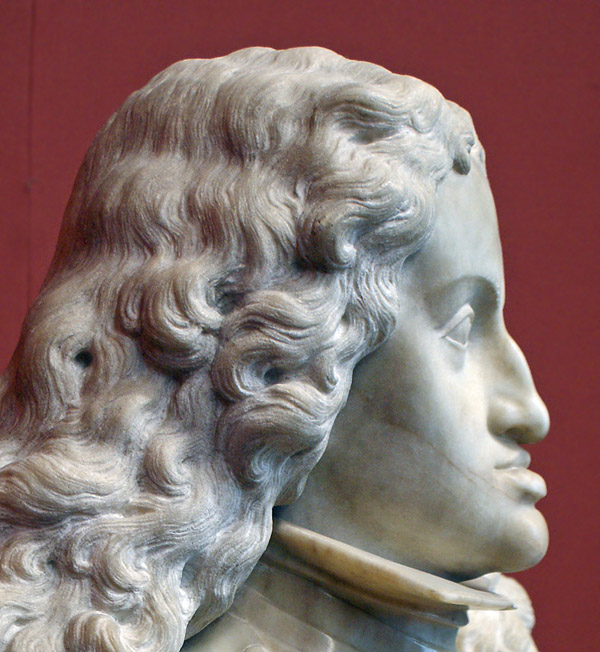
Карл II Іспанський (1661—1700).
Деталь мармурового бюста, завершеного в 1695 (Художньо-історичний музей, Відень)

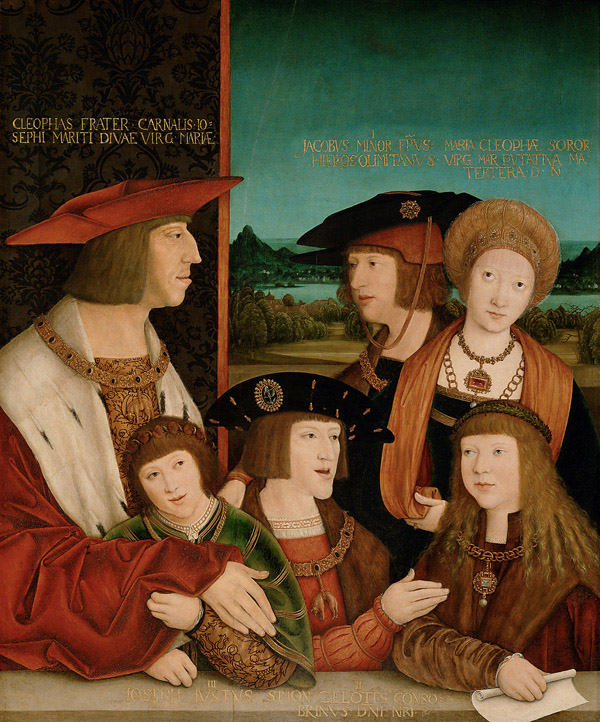
На цьому портреті імператора Максиміліана I (ліворуч) та його родини добре видно нижню губу Габсбургів (картина Бернхарда Штригеля, перша чверть XVI століття)

Габсбурзька губа (габсбурзька щелепа, австрійська губа) — виражена спадкова нижня губа Габсбургів, результат спадкового надмірного розвитку нижньої щелепи («істинна» прогенія або нижньощелепний прогнатизм). Є частиною характерної габсбурзького обличчя.
Протягом століть Габсбурги мали надзвичайно виражену нижню губу або нижню щелепу. Джеральд Д. Харт робить висновок з огляду зображень Габсбургів на монетах і портретах, що це зміщення щелеп було частиною домінуючої сімейної спадщини принаймні з 1440 по 1705. Більшість палеопатологічних досліджень обмежувалися оцінкою фізіогноміки відповідно до уявлень художників, які створили велику портретну галерею Габсбургів за тривалі періоди часу. У двох дослідженнях щодо анатомічних аномалій були вивчені скелети.

## Історія
Існує кілька гіпотез про час появи феномена. Деякі дослідники вважають, що вже у Рудольфа I (1218—1291) була слабо виражена габсбурзька нижня губа, що, однак, не може бути доведено і має вважатися легендарним твердженням. Також можна зустріти твердження, що яскраво виражену нижню губу мала Йоганна фон Пфірт (1300—1351), дружина Альбрехта II Австрійського (1298—1358).
Достовірно ця анатомічна відмінність виявилася у Габсбургів до 1440-х . Серед перших його володарів називають Альбрехта II (1391—1439) і Кімбург Мазовецьку, мати імператора Фрідріха III. Через інбридінг надзвичайно вираженою була прогенія у останнього іспанського правителя Габсбургів, Карла II (1661—1700), з восьми прадідів якого шестеро були Габсбургами, а сьомий — Віттельсбахом (причому мати останнього також була з Габсбургів). Риса, що впадає у вічі на портретах його батька і діда, стала настільки сильною, що Карл II вважався інвалідом, бо насилу міг говорити і жувати. Єлизавета Шарлотта Пфальцька називала свого зятя Леопольда I, сина Елеонори Марії Жозефа з роду Габсбургів, «австрійською мордою».
Багатовікова передача цієї спадкової риси всередині інбридинг у людей обумовлена сильною династичною ендогомією, яка під час співіснування двох ліній Габсбургів, іспанської та австрійської, призвела до шлюбів близьких родичів між 1516 і 1700 (див. редукція предків). З цього Ганс-Йоахім Нойман приходить до висновку, що йдеться про аутосомно-домінантне успадкування.
Дослідження з цієї теми мають давню специфічну традицію та поєднуються з расовими теоріями та спадковими навчаннями кінця XIX — початку XX століть. Віктор Хеккер писав у 1911: «У всіх біологічних роботах, в яких згадується людська спадковість», «нижня губа Габсбургів згадується як фізична характеристика, яка з особливою наполегливістю передавалася через багато поколінь». Зокрема, расизм у нацистську епоху підготував ґрунт для деяких публікацій на цю тему. Історик мистецтва Хайнц Ладендорф у своїй характеристиці всеосяжної монографії Вільгельма Штромайєра «Наслідування типу родини Габсбургів. Спадковий фізіогномічний розгляд на генеалогічній основі» (1937) вказує, що робота «особливо доступна для нових вимог [нацистського режиму] до наукової роботи» як одна з «спроб популяризації расових та кланових досліджень за допомогою образотворчого мистецтва».

## Зображення

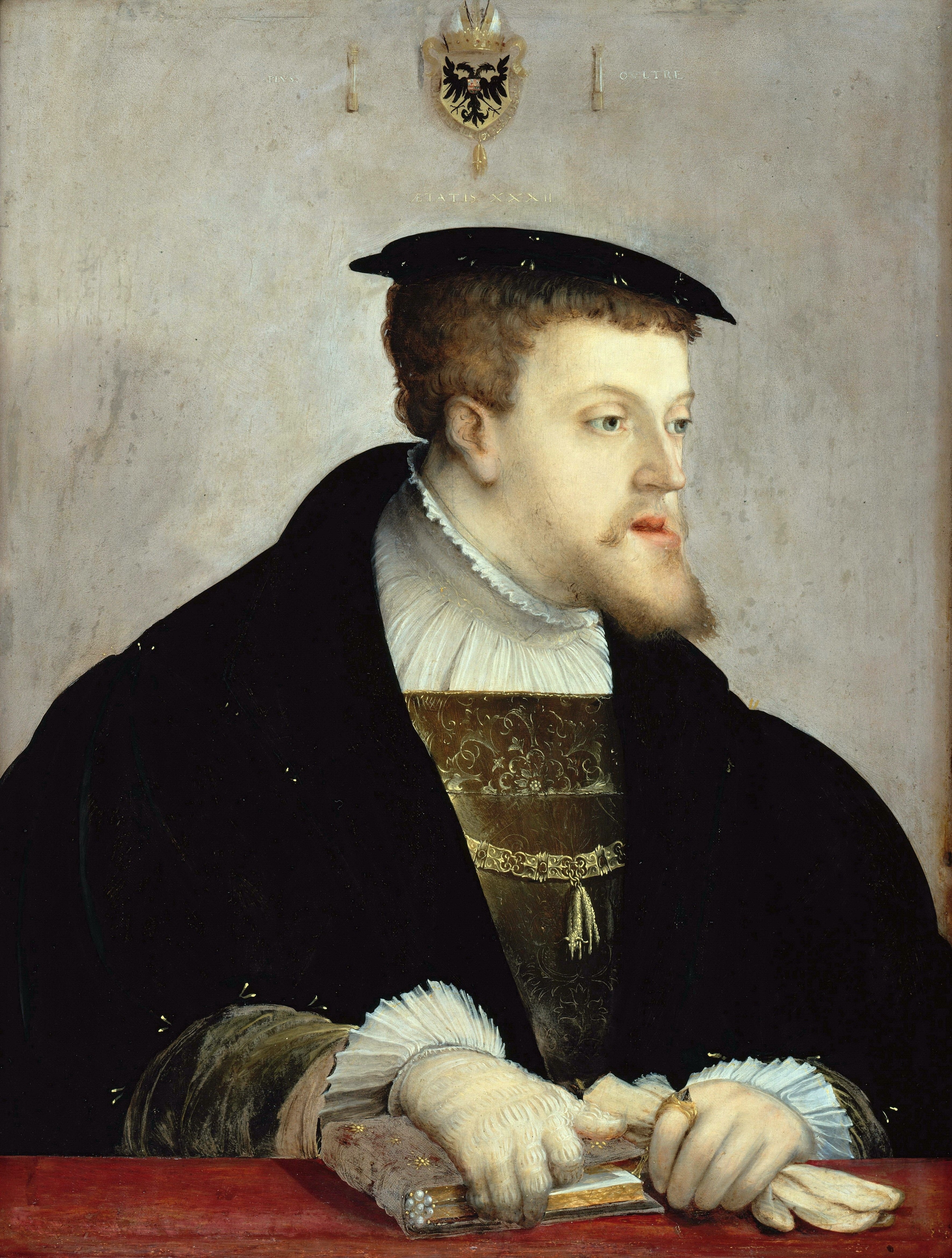
Карл V
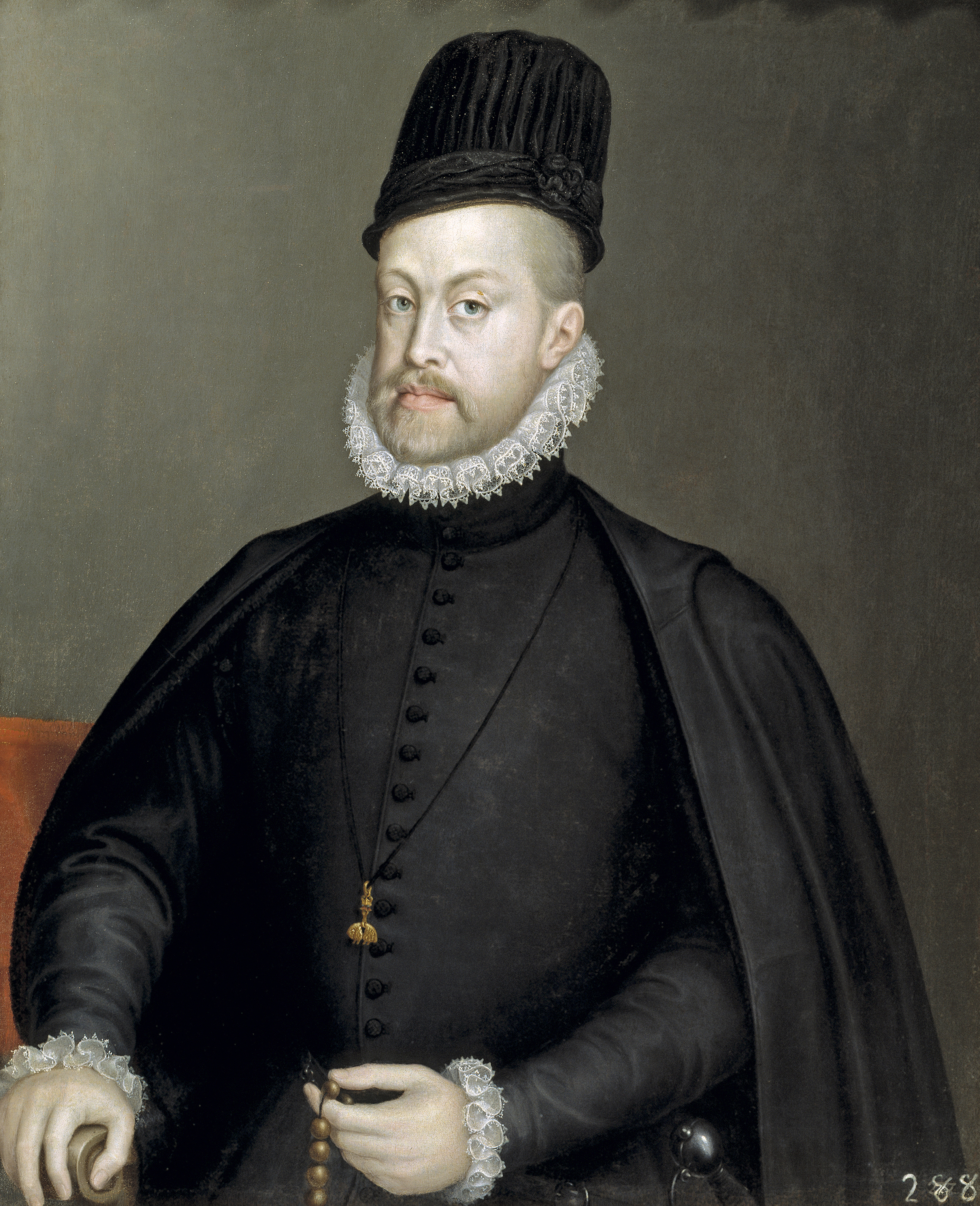
Філіп II
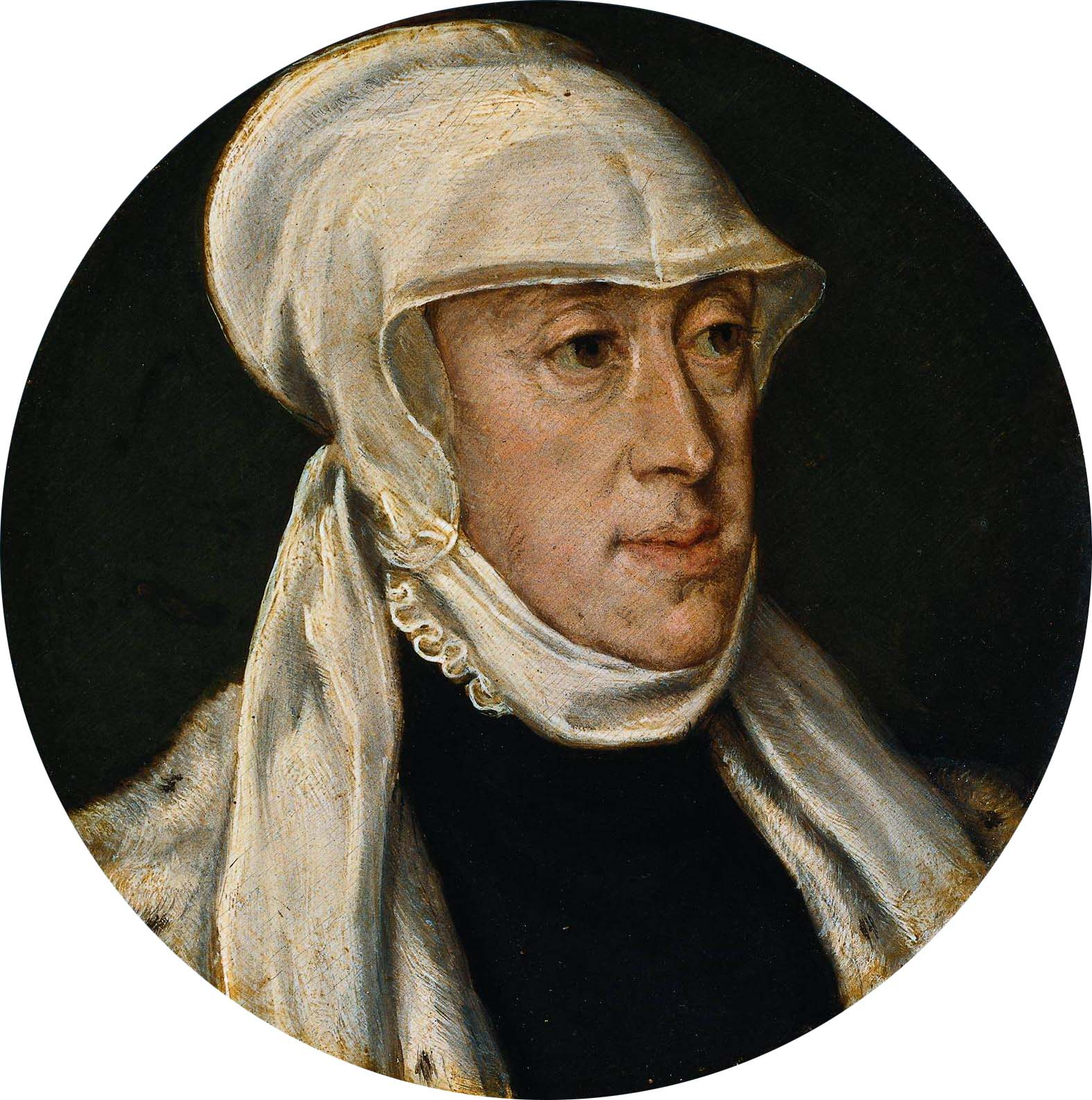
Марія I (штатгальтер Нідерландів)
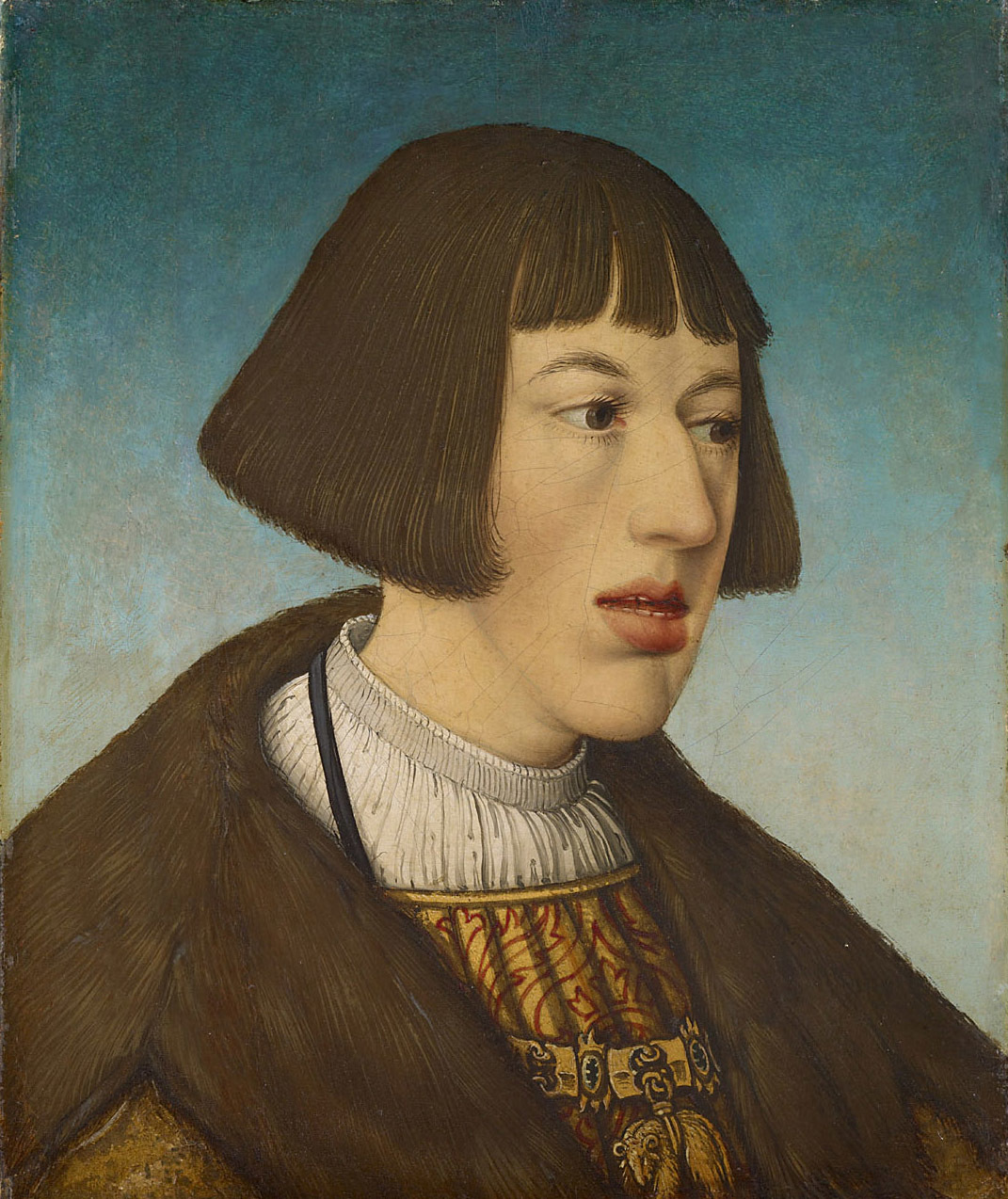
Фердинанд I
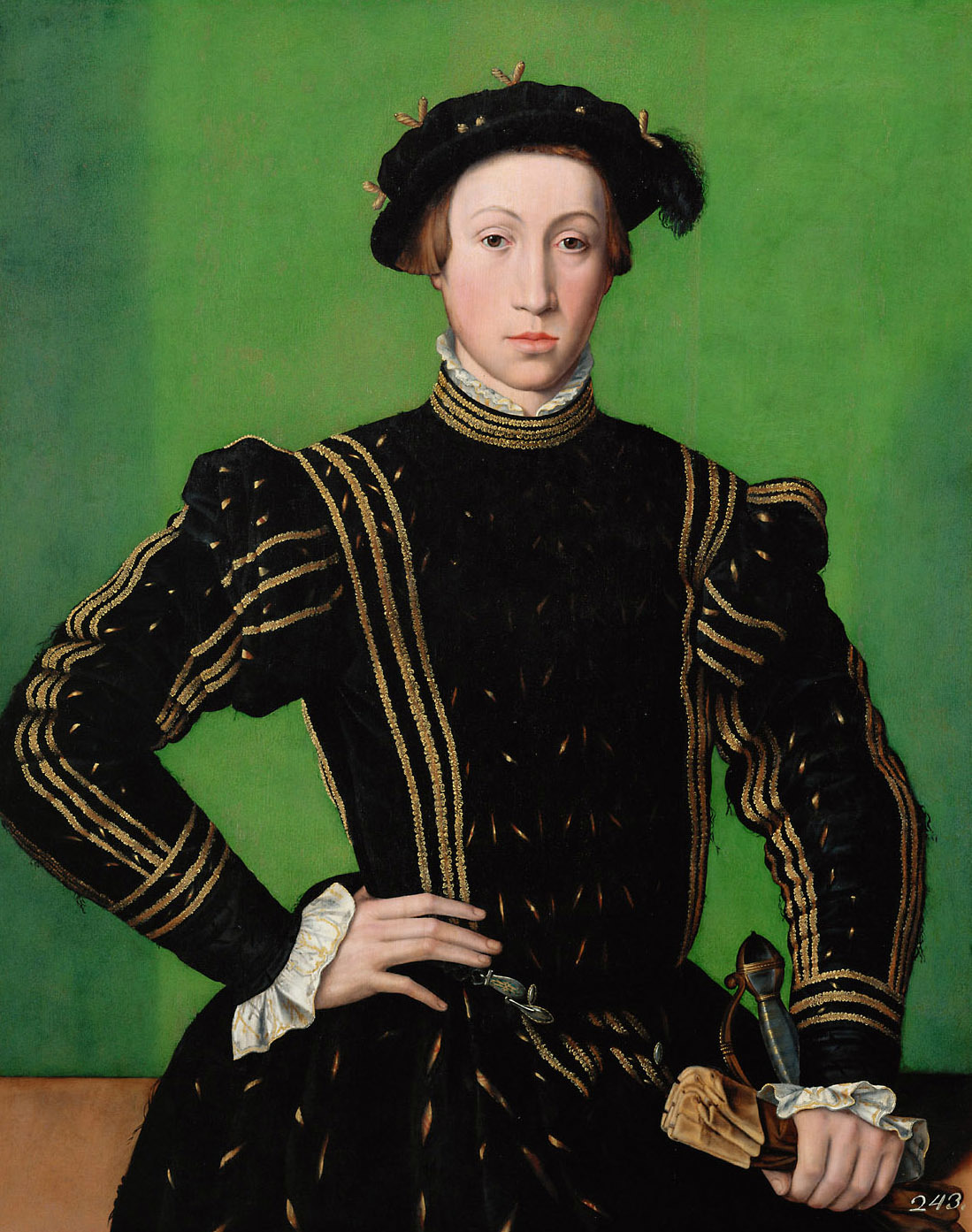
Максиміліан II
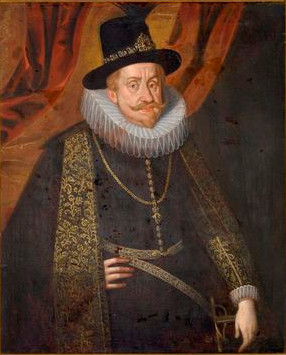
Матвій Габсбург
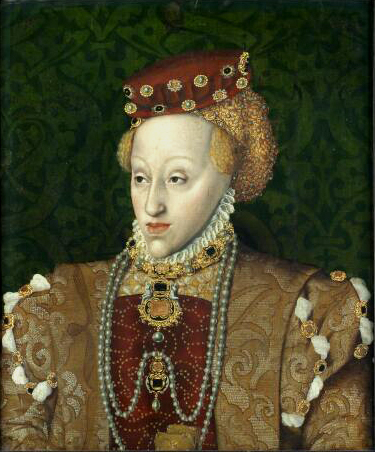
Марія Австрійська (1531—1581)
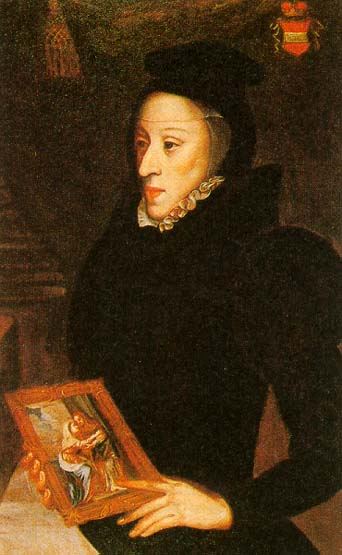
Мадлен Габсбург
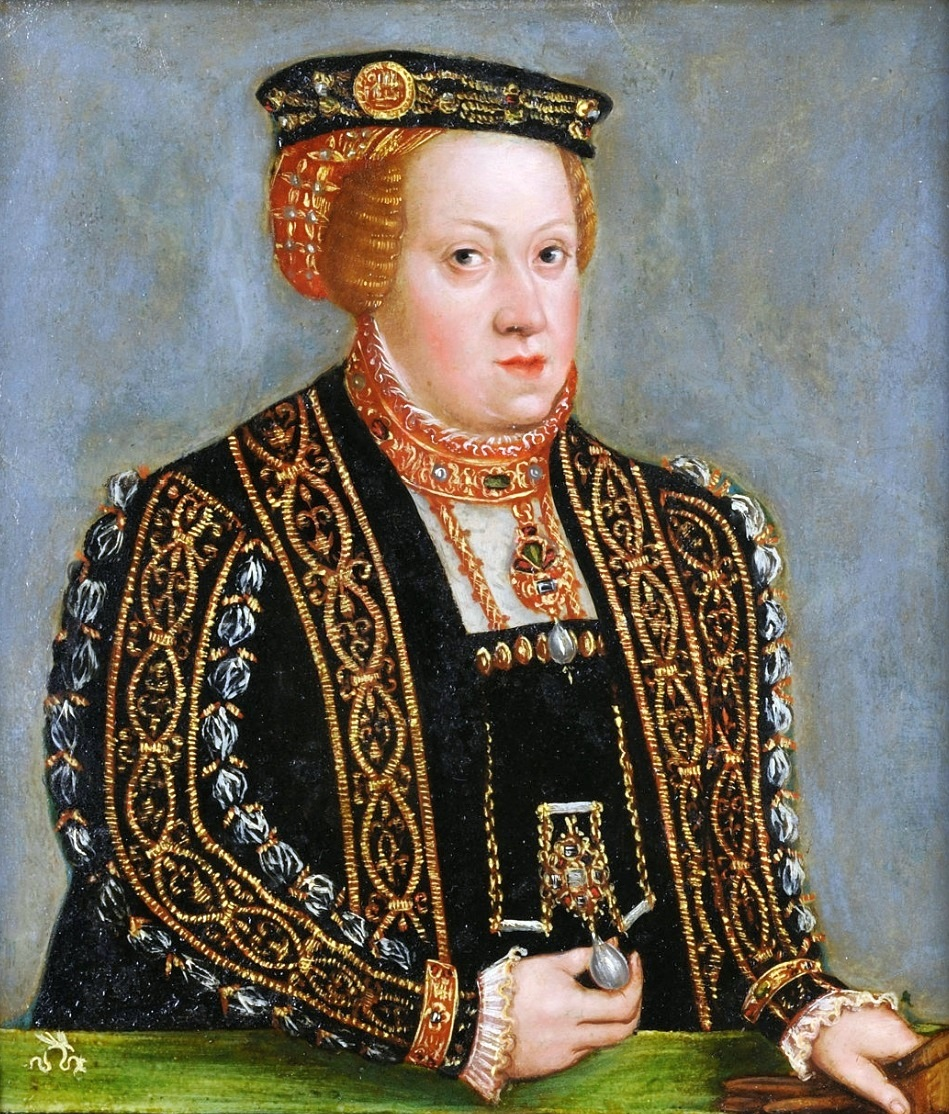
Катерина Габсбург
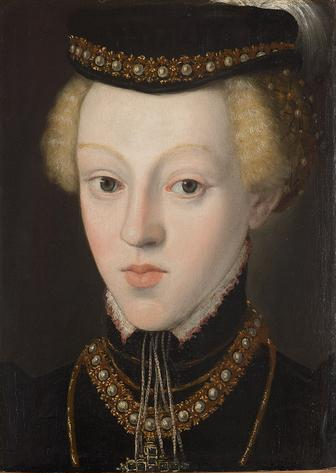
Йоанна Австрійська
Альбрехт VII Австрійський
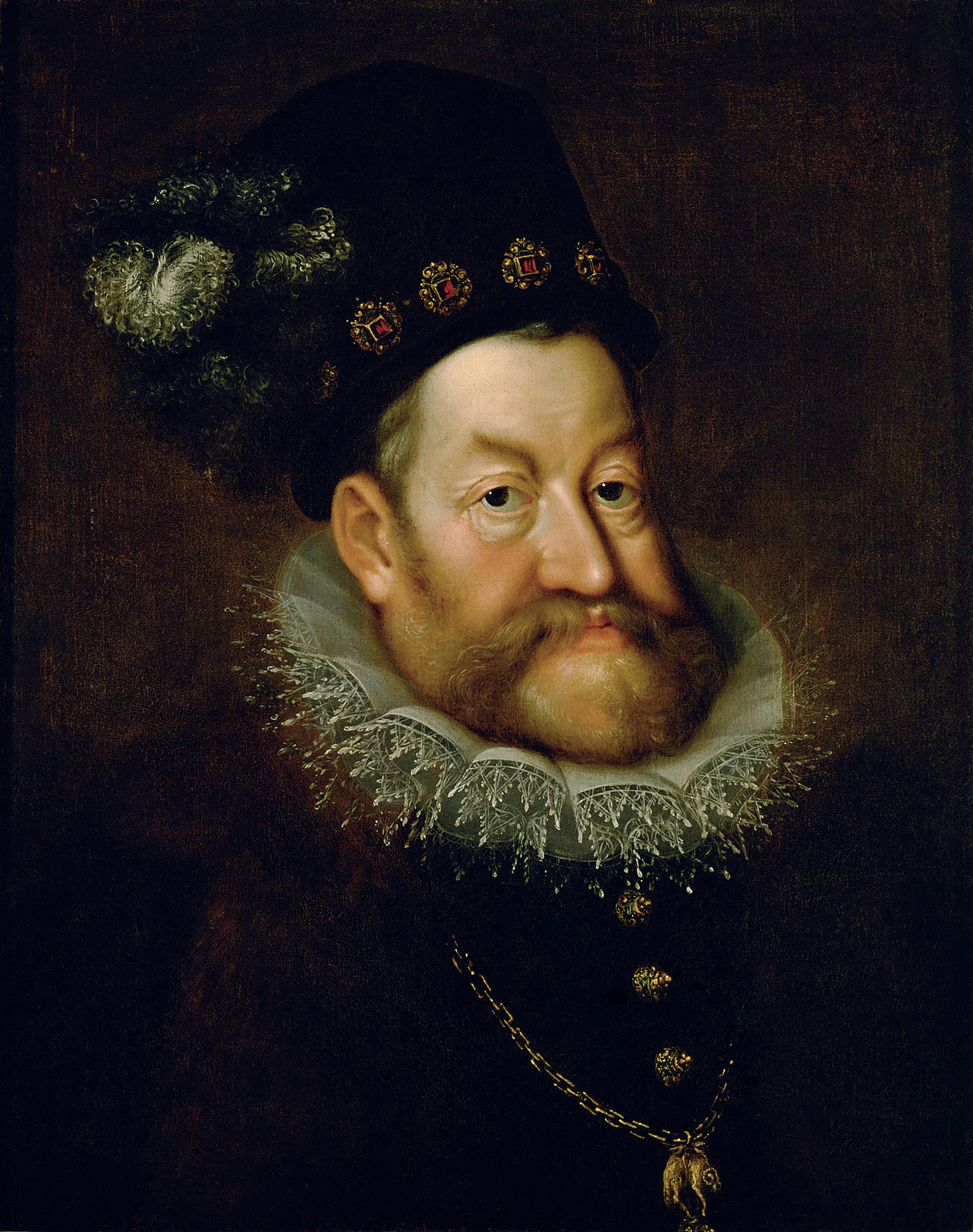
Рудольф II
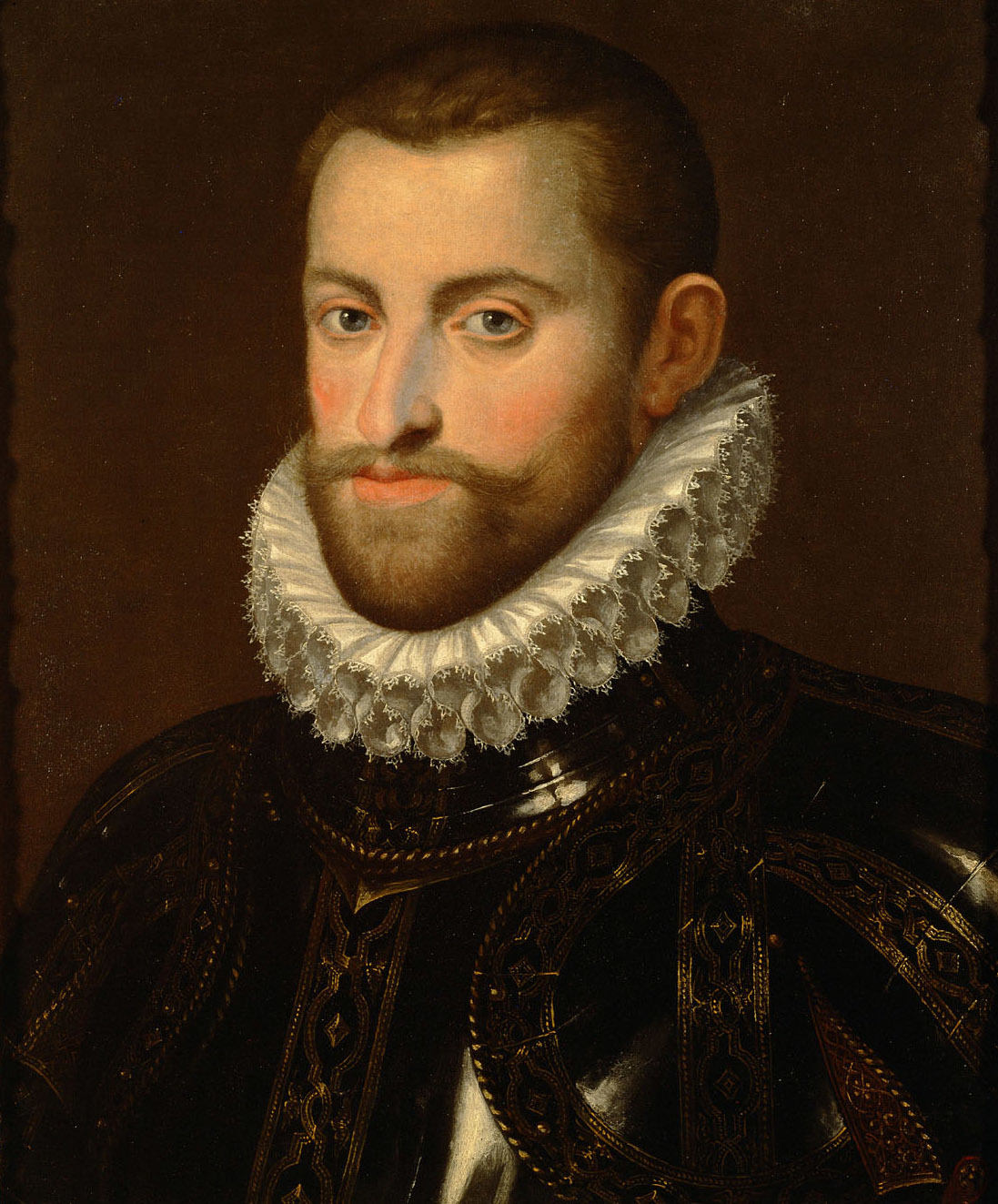
Ернст Австрійський
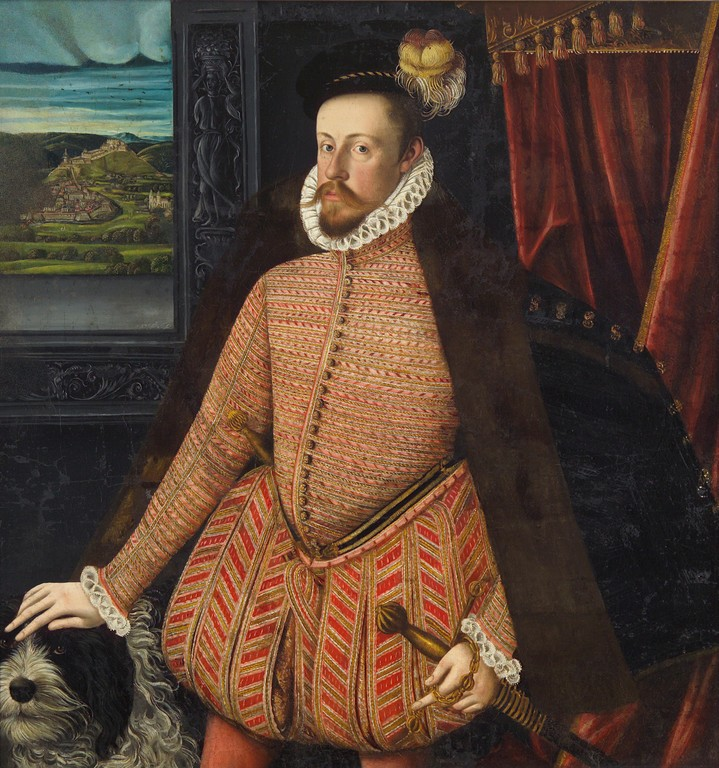
Карл II (ерцгерцог Австрії)
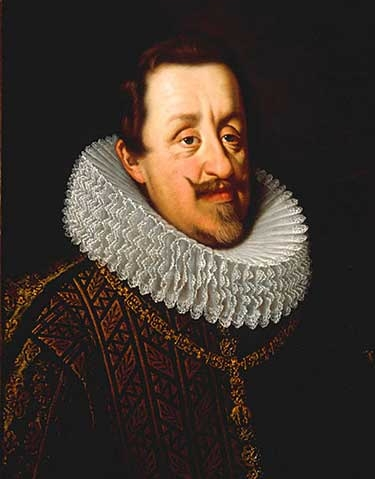
Фердинанд II Габсбург
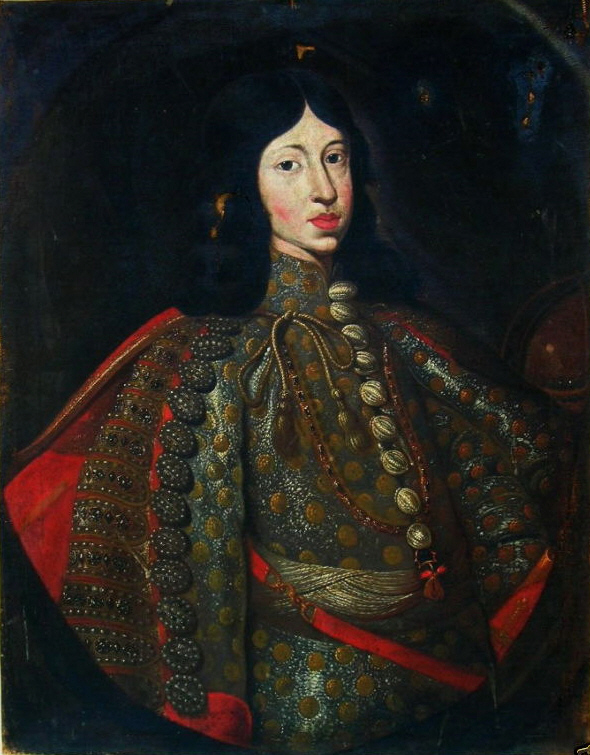
Фердинанд III Габсбург
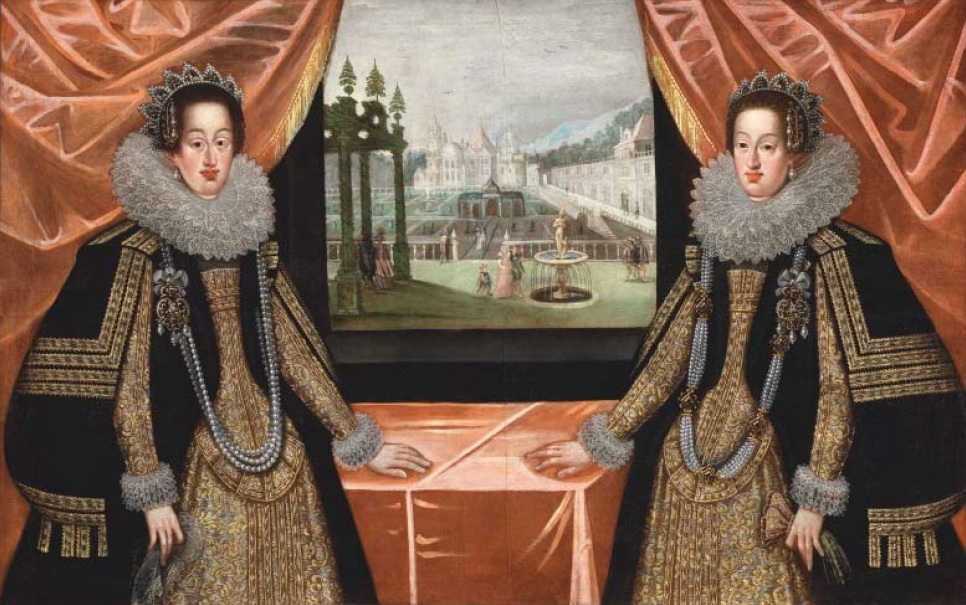
Марія Анна та Цецилія-Рената Австрійська
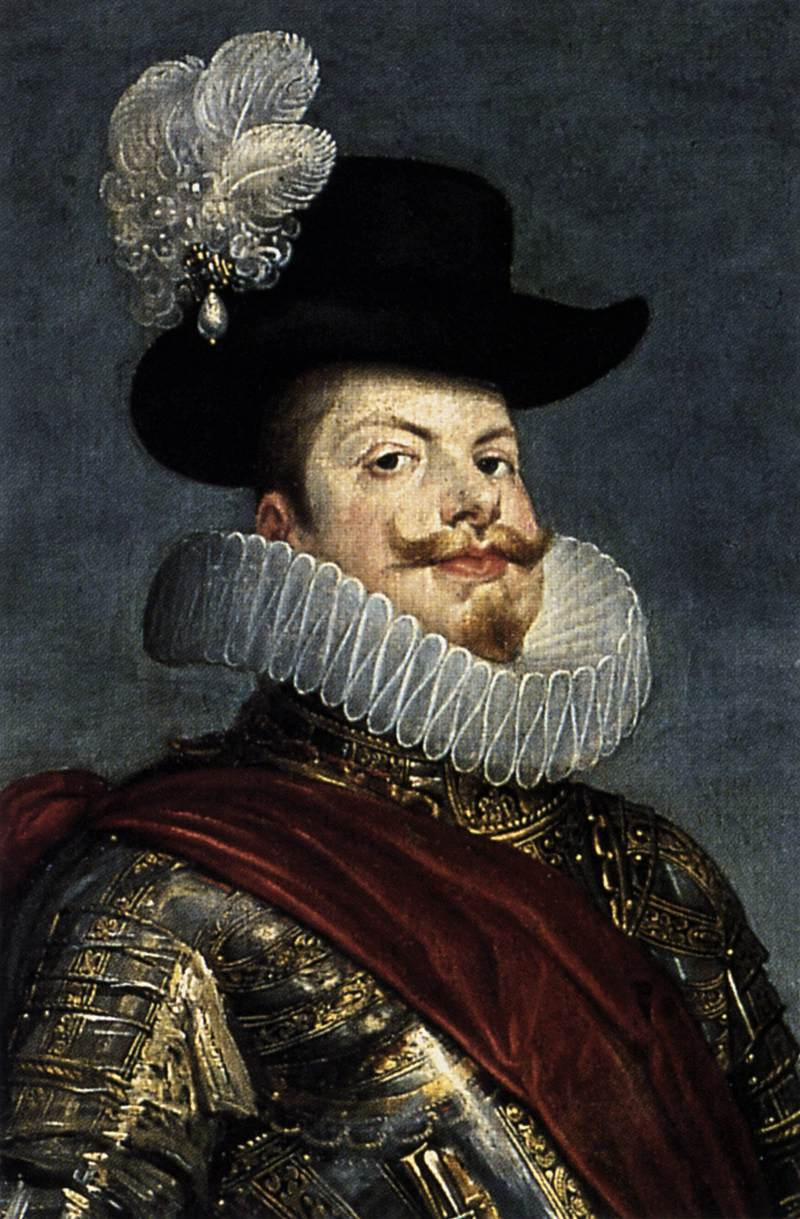
Філіп III Побожний
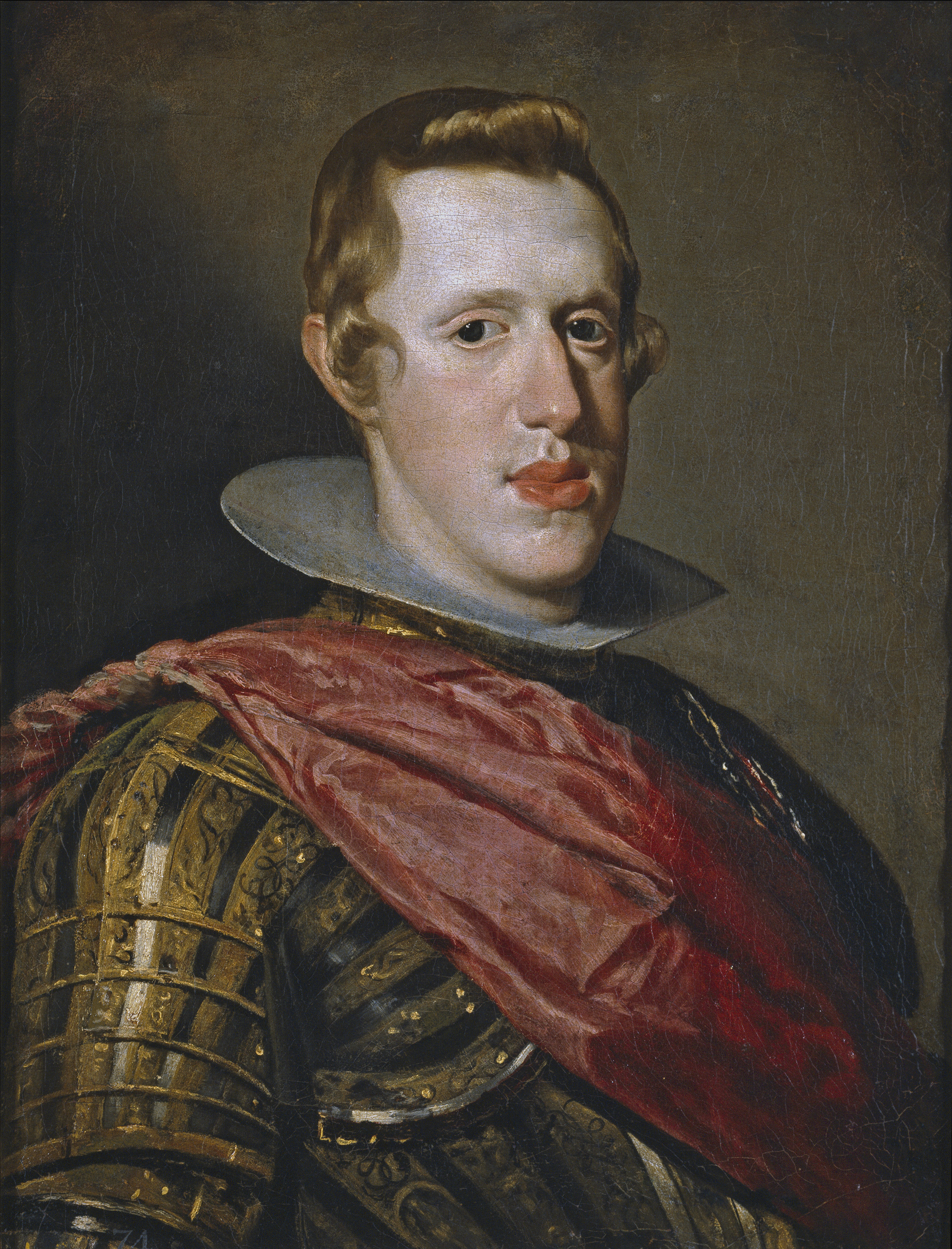
Філіпп IV Великий
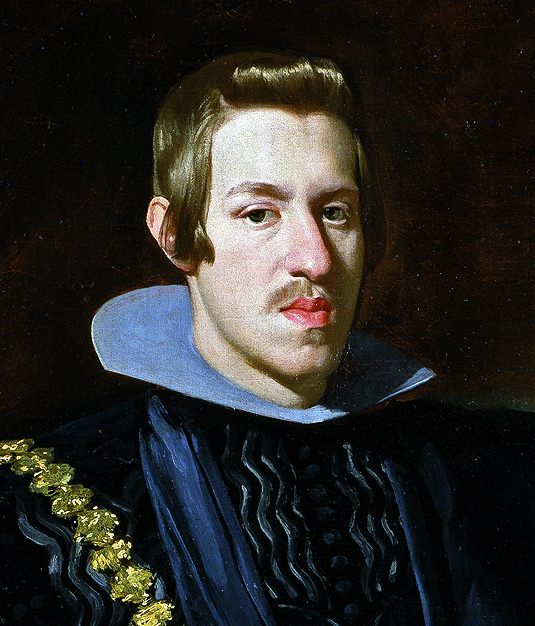
Карл Австрійський (1607—1632)
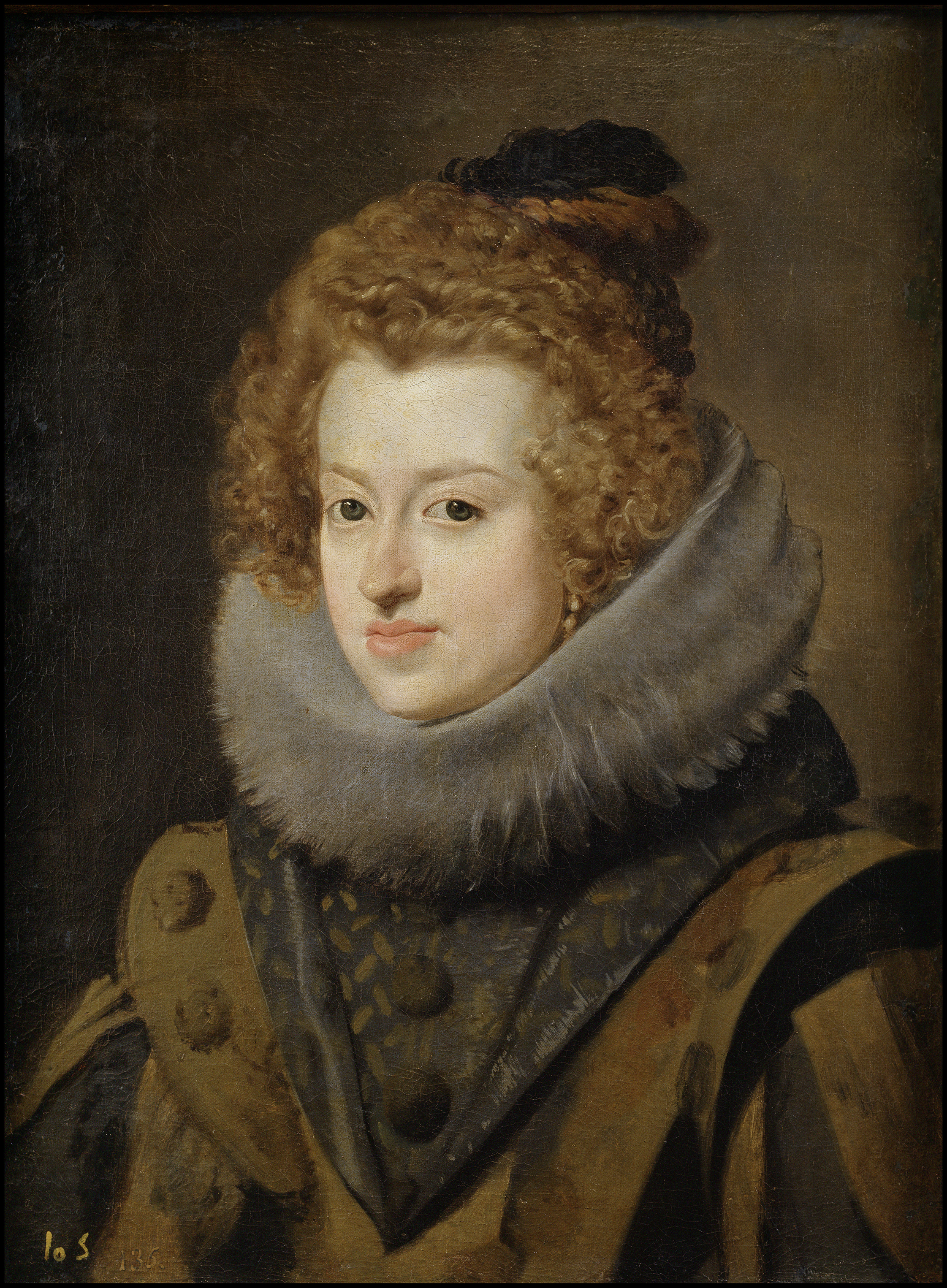
Марія Анна Іспанська
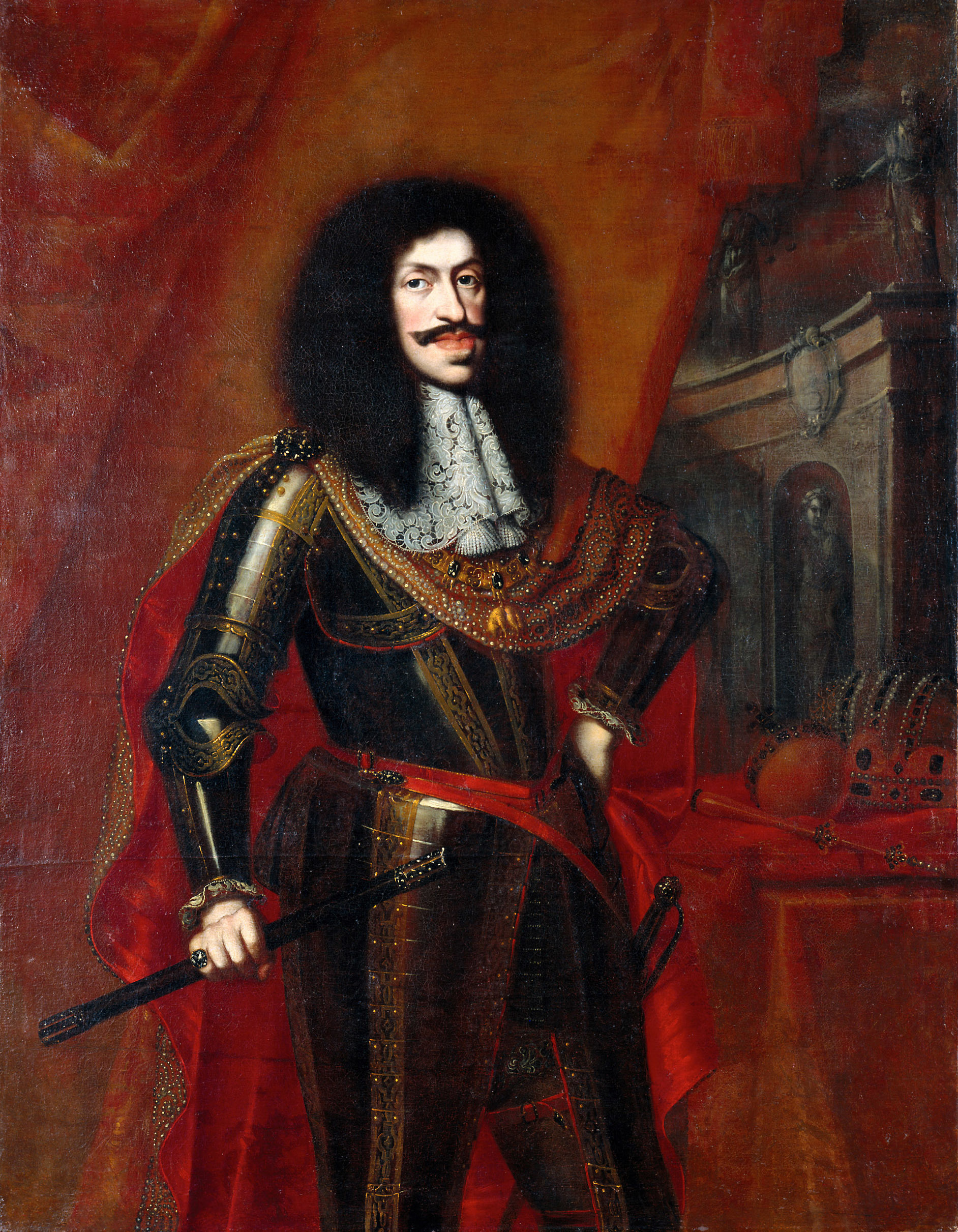
Леопольд I Габсбург
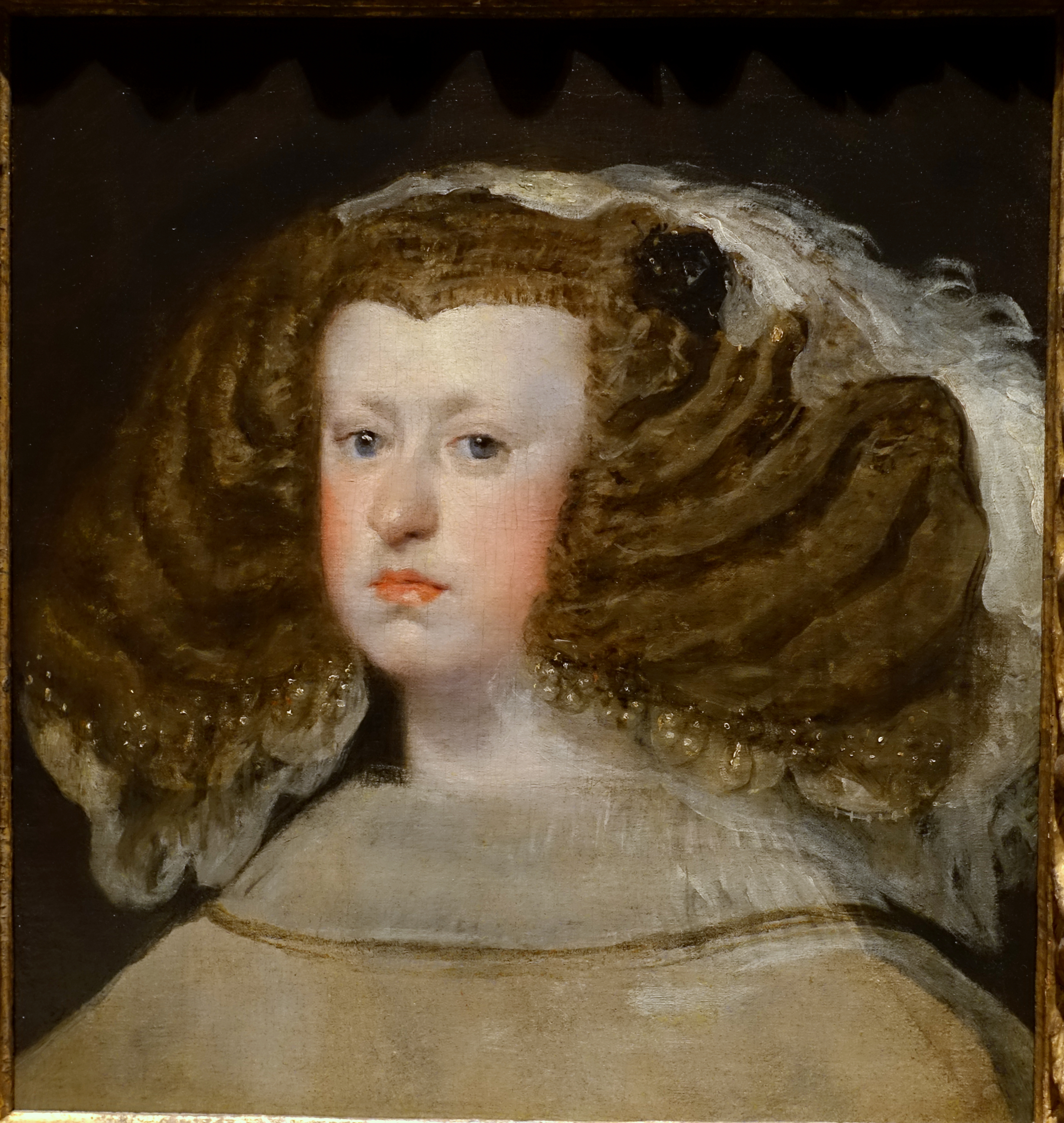
Маріанна Австрійська
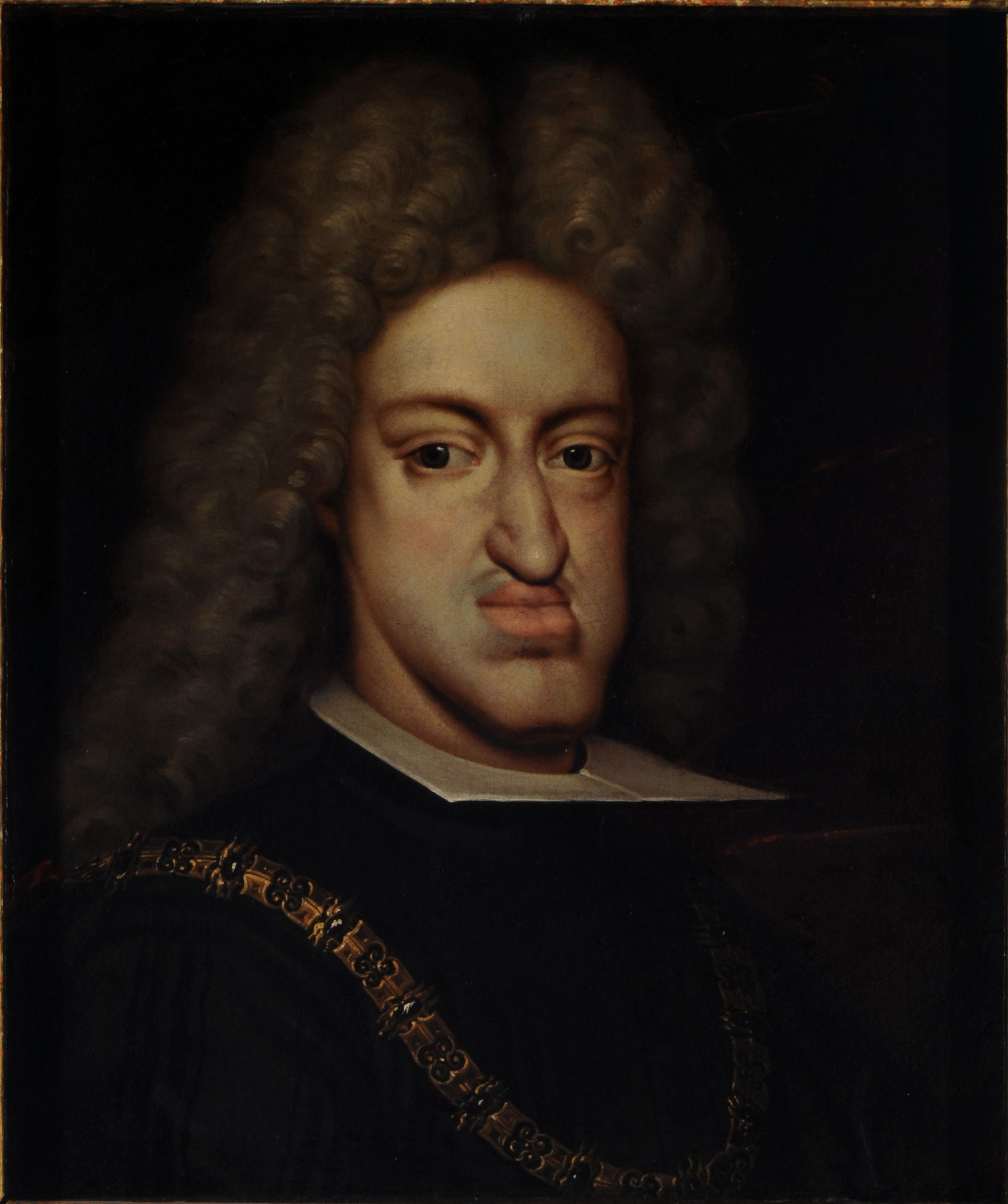
Карл II Зачарований
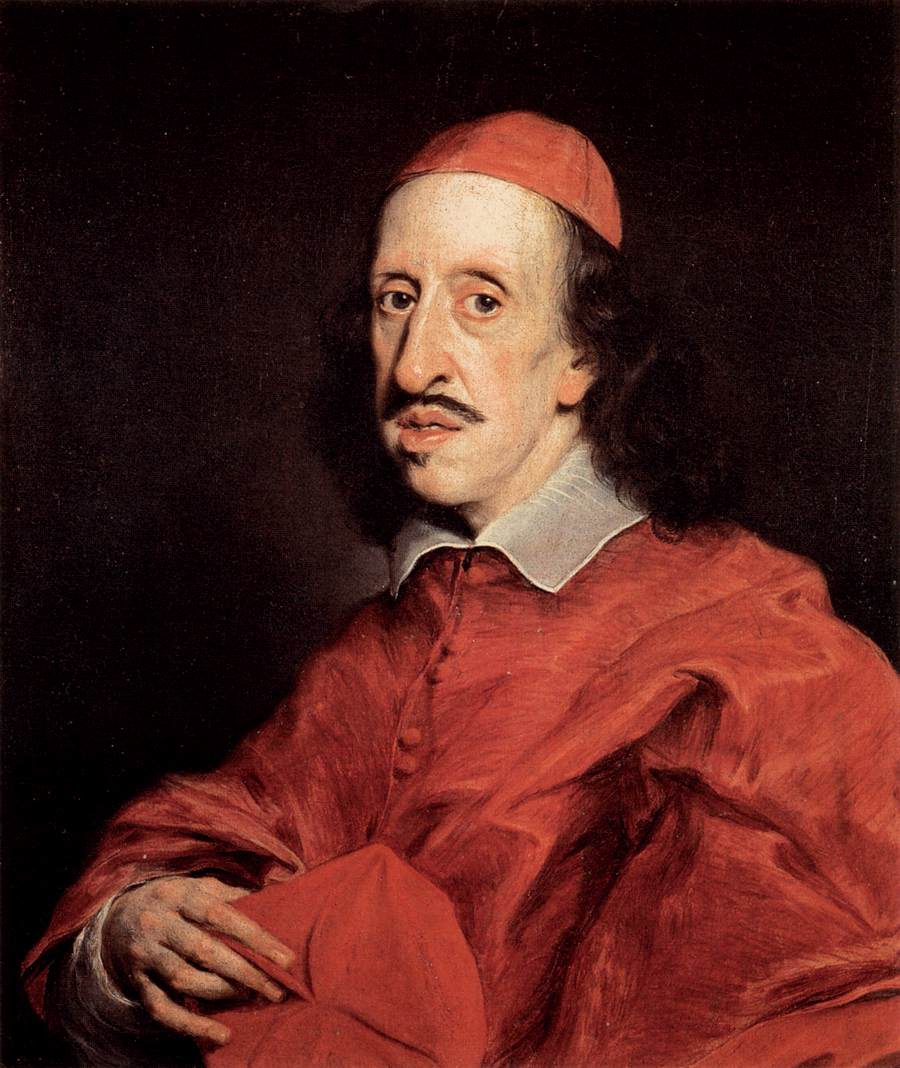
Кардинал Леопольдо Медічі
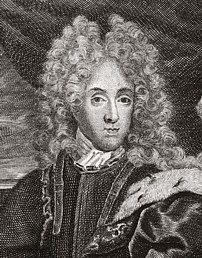
Леопольд I (герцог Лотарингії)
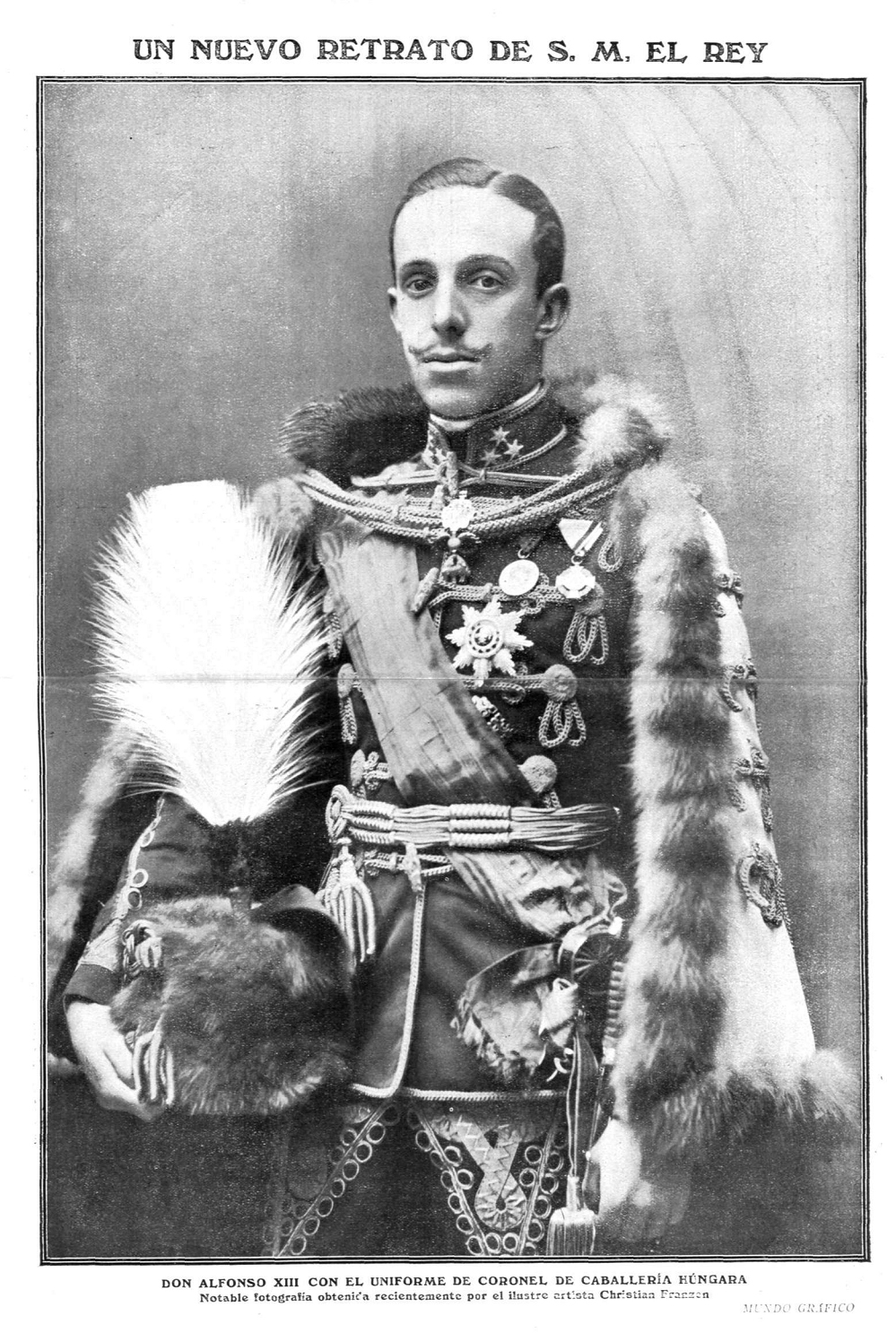
Альфонсо XIII